# Louis Perrein
Louis Perrein, né le 18 janvier 1917 à Bordeaux, mort le 21 juin 2004, était une personnalité politique française. Ancien postier syndicaliste, il fut maire de Villiers-le-Bel de 1959 à  1988 et  sénateur du Val-d'Oise, de 1977 à 1995. Il était membre du groupe socialiste.

## Biographie
Louis Perrein entre aux PTT en 1938, après avoir été reçu au concours des surnuméraires. Ses débuts dans le syndicalisme postier remontent à la période où il suit le cours de formation : il crée une section syndicale et organise la première grève des « surnus », selon lui. 
Membre des Faucons Rouges et des Jeunesses Socialistes au cours des années 1930, il participa à la Résistance. Poursuivant son activité au sein des mouvements socialistes, il organisa dans les années 1950, avec son épouse Gilberte Perrein, des Républiques d'enfants, camps et colonies de vacances ainsi que des stages de formation des Aides du Mouvement de l'Enfance Ouvrière (M.E.O.) — appellation française des Faucons rouges après la Seconde Guerre mondiale. Il fut un certain temps secrétaire général du M.E.O.
Homme de convictions, à Villiers-le-Bel, il créa le Cercle Laïque et organisa au début des années 1950 des colonies de vacances (Longarisse commune de Lacanau 33, puis Grèzes dans le Lot 46), ainsi que différentes activités locales : patronage laïque, bibliothèque, ciné-club, bals, goûter des anciens, avant de se présenter aux élections locales et d'être élu Maire en 1953, mandat qu'il assura une trentaine d'années. Il encouragea la création d'une « radio libre » alors que celles-ci n'étaient pas autorisées et créa l'une des premières permanences d'information sur la planification familiale.
Après la guerre de Suez, il favorisa l'accueil des réfugiés d'Égypte. La commune fit face ensuite aux différentes vagues de rapatriés consécutives au mouvement de décolonisation et Louis Perrein intégra leurs représentants au sein des conseils municipaux successifs gardant un équilibre entre les différents quartiers (habitats collectifs ou pavillonnaires). Il multiplia les équipements publics (écoles, collèges, maisons de jeunes et de la culture, maisons de quartier, gymnases, poste, marché, conservatoire de musique, bibliothèques, protection maternelle et infantile, foyer des anciens) poursuivant la tradition du socialisme municipal et faisant ainsi passer la commune d'une immobilité due à une gestion conservatrice d'origine rurale, à une dynamique correspondant au développement de la population.
Il poursuivit parallèlement une carrière professionnelle qui l'amena, après le concours interne et une formation à l'École nationale supérieure des PTT, à des fonctions de cadre supérieur dans cette administration. Après un passage actif au service social des P.T.T., il devint directeur départemental de l'Ardèche puis du Val-de-Marne, avant de prendre sa retraite professionnelle. 
Cette carrière administrative se doubla d'activités politiques au sein du Parti socialiste. Maire de la commune de Villiers-le-Bel, dans le Val-d'Oise, conseiller général, il fut élu sénateur de ce département lors des élections de septembre 1977. Il est réélu en 1986, mais échoua en 1995.

## Source
- Messages des postes, des télécommunications et de l'espace, no 404-avril 1991 : des parlementaires racontent « leurs années PTT. »